# بيف هوفمان
بيف هوفمان (بالإنجليزية: Biff Hoffman)‏ هو لاعب كرة قدم أمريكية أمريكي، ولد في 1904، وتوفي في 29 يناير 1954 في سان فرانسيسكو في الولايات المتحدة.